# International Transatlantico Port Tenente José Azueta

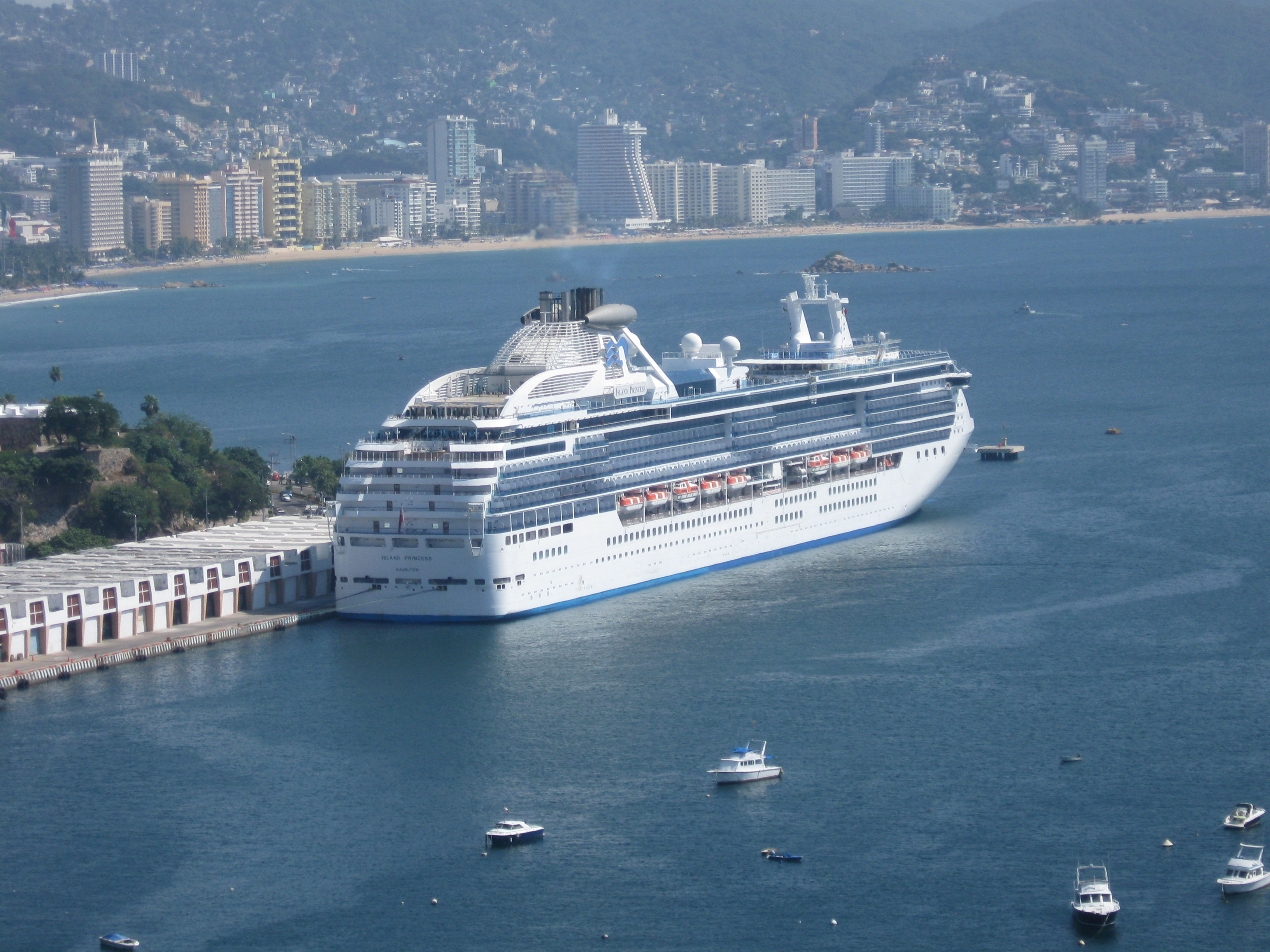
Nave da crociera con sullo sfondo il lungomare di Acapulco.

L'International Transatlantico Porto Tenente Jose Azueta è il porto passeggeri di Acapulco in Messico. Si trova sul lungomare, e dispone di un parcheggio a sei piani più parcheggio per i taxi. Questo porto è gestito dall'Autorità Portuale di SA Acapulco di C.V.1 
Grazie alla sua estensione lineare, il porto è in grado di ospitare navi con nove metri di pescaggio e da crociera. È stato progettato per venire utilizzato come scalo di navi da crociera, ma può essere utilizzato anche come luogo di attracco di navi con carichi containerizzati. Il porto è collegato al porto turistico e yacht club di Acapulco. Per i servizi passeggeri, dispone di una sala d'attesa, molto confortevole.

## Aree portuali
Il porto è composto dai seguenti settori ordinati da est a ovest:
1. Quay de la Marina de Ixtapa
2. Depósito de Combustible
3. Muelle de la Marina
4. Terminal de Carros
5. Terminal de Automóviles Contiguo
6. Oficinas de la API Acapulco
7. Dique seco de la Marina de Ixtapa
8. Terminal 2
9. Terminal de Cruceros
10. Muelle Flotante
11. Delfin

## Crociere
Queste sono alcune delle navi da crociera che sono arrivate nel porto di Acapulco:
- Carnival Spirit
- GTS Celebrity Infinity
- Maasdam
- Principessa Mariana
- Crystal Symphony
- Statendam Statendam
- Cristallo Harmony
- Vision of the Seas
- Colombo
- Seven Seas Navigator
- Stella Solaris
- Delphin
- QE2
- Legenda Seabourn leggenda
- Astor
- Aurora
- Infinito
- Raddiance
- Mercurio
- Norwegian Wind
- Norwegian Sky
- Sea Princess
- Volendam
- Westerdam
- Dawn Princess
- Sun Princess
- Ocean Princess

## Statistiche[1][2]
| Anno | Passeggeri | % su anno prec. | Navi da crociera | % su anno perc. | Carico (Veicoli) | % su anno prec. |
| ---- | ---------- | --------------- | ---------------- | --------------- | ---------------- | --------------- |
| 2000 | 154 860    | 35.7%           | 90               | 31.8%           | 44 732           | 1.7%            |
| 2001 | 97 161     | 37.2%           | 70               | 22.2%           | 28 490           | 36.3%           |
| 2002 | 144 105    | 48.3%           | 94               | 34.2%           | 15 715           | 44.8%           |
| 2003 | 136 838    | 5.0%            | 95               | 1.0%            | 10 955           | 30.2%           |
| 2004 | 187 477    | 37.0%           | 109              | 14.7%           | 18 491           | 68.7%           |
| 2005 | 266 320    | 42.0%           | 146              | 33.9%           | 25 965           | 40.4%           |
| 2006 | 224 261    | 15.7%           | 123              | 15.7%           | 37 452           | 44.2%           |
| 2007 | 268 875    | 19.8%           | 135              | 9.7%            | 38 773           | 3.5%            |
| 2008 | 205 805    | 23.4%           | 110              | 18.5%           | 49 629           | 27.9%           |
| 2009 | 193 227    | 6.1%            | 100              | 9.0%            | 21 208           | 57.2%           |
| 2010 | 53 965     | 72.0%           | 138              | 38.0%           | 58 000           | 173.4%          |
| 2011 | 120 936    | 124.1%          | 81               | 41.3%           | 90 325           | 55.7%           |